# Charles Charpentier
Pour les articles homonymes, voir Charpentier.
Charles Charpentier est un poète et historien français né le 6 novembre 1855 à Bruyères et Montbéraul et mort le 8 octobre 1935. Il est connu également comme un collaborateur de l'historien Augustin Cochin .

## Biographie
Il travaillait à la Compagnie des chemins de fer de l'est, ami d'Alfred Migrenne, il fuyait sa ville sous la pression des combats de la Première Guerre mondiale qui lui prit sa maison et son fils officier du Génie. Il était membre de la Société académique de Laon et secrétaire d'Arsène Houssaye. Il reçut les Palmes académiques en 1922.

## Publications

### Ouvrages
- Larmes et sourires, Poésies intimes, Parthenay : imprimerie de P. Bourson , 1879.
- La Ville de Bruyères et Montbérault, édition R. de Thorey, 1918, réédition 1996.
- La pratique des cultures potagères, sol, engrais, culture et maladies (avec Richart-Gérard). Paris. Librairie agricole de la maison rustique , 1919.
- Le Village de Vorges  : documents et souvenirs, édition R. de Thorey, 1919.
- Bruyères-et-Monbérault, l'église Notre-Dame, Matot-Braine, Reims, 1933.
- Contribution à l'étude des fruits. Leur classification, leurs maladies, leur utilisation Préface de Casimir Cépède. Paris, imprimerie A. Duval ; libr. Le François , 2 juillet 1935.
- Les Plaies des arbres / Charles Charpentier ; Introduction à l'étude de la pathologie végétale et de l'entomologie agricole Préface de Casimir Cépède. Paris, imprimerie A. Duval , 8 mars 1935.
- Introduction à l'étude des animaux et végétaux nettoyeurs du monde. Préface de Casimir Cépède. Paris, imprimerie A. Duval ; Le François , 28 avril 1936.
- Les Effets du froid sur les arbres  Annexe des Plaies des arbres. Paris. Le François , 1939.
- La ville de Bruyères-et-Montbérault : documents historiques. Paris. Office d'édition du livre d'histoire , 1996.

### Travaux en collaboration avec Augustin Cochin
- Les actes du gouvernement révolutionnaire (23 août 1793 - 27 juillet 1794) Tome Ier, 23 août - 3 décembre 1793. Recueil de documents publiés pour la société d'histoire contemporaine. Paris. A. Picard et fils , 1920.
- Les actes du Gouvernement révolutionnaire : 23 août 1793-27 juillet 1794. Recueil de documents publiés pour la Société d'histoire contemporaine. Paris A. Picard , 1920.
- La campagne électorale de 1789 en Bourgogne, Paris, H. Champion, 1904. Extrait de la Revue d'Action française. (Repris  dans « Les sociétés de pensée et la démocratie moderne: Études d’histoire révolutionnaire » et dans « L'Esprit du jacobinisme. Une interprétation sociologique de la Révolution française » ).

## Distinctions
Charles Charpentier est nommé au grade d'officier dans l'ordre des Palmes académiques.